# Miconia pendula
Miconia pendula là một loài thực vật có hoa trong họ Mua. Loài này được Umaña & Almeda mô tả khoa học đầu tiên năm 1993.